# 広島県道57号東城西城線
広島県道57号東城西城線（ひろしまけんどう57ごう とうじょうさいじょうせん）は、広島県庄原市を通る県道（主要地方道）である。

## 概要
庄原市東城町森から西城町中野に至る。ほぼ全線で道幅が狭い。警笛区間が設定されている。

### 路線データ
- 起点：庄原市東城町森（国道314号交点、広島県道447号始終森線終点）
- 終点：庄原市西城町中野（国道183号交点）
- 総延長：約16.6 km

## 歴史
- 1993年（平成5年）5月11日 - 建設省から、県道東城西城線が東城西城線として主要地方道に指定される[1]。

## 路線状況

### 重複区間
- 広島県道447号始終森線（庄原市東城町森（起点） - 庄原市東城町川鳥）
- 広島県道233号備後西城停車場線（庄原市西城町大佐 地内）

## 地理

### 通過する自治体
- 庄原市

### 交差する道路
| 交差する道路                                 | 交差する場所 | 交差する場所 |
| -------------------------------------------- | ------------ | ------------ |
| 国道314号 広島県道447号始終森線 重複区間起点 | 東城町森     | 起点         |
| 広島県道447号始終森線 重複区間終点           | 東城町川鳥   |              |
| 広島県道233号備後西城停車場線 重複区間起点   | 西城町大佐   |              |
| 広島県道233号備後西城停車場線 重複区間終点   | 西城町大佐   |              |
| 国道183号                                    | 西城町中野   | 終点         |

### 交差する鉄道
- 芸備線

### 沿線
- JR西日本芸備線 備後西城駅

### 峠
- 権現峠（庄原市）